# Danh sách món mì ramen
Đây là danh sách các món mì ramen nổi bật. Ramen là một món ăn Nhật Bản gồm có mì làm từ lúa mì kiểu Trung Quốc được phục vụ với nước dùng  thịt hoặc (đôi khi) cá, thường có hương vị nước tương hoặc miso. Các món mì Ramen thường bao gồm các món đi kèm như thịt lợn thái lát (チャーシュー chāshū),  rong biển sấy khô (海苔 nori), măng lên men (メ ン マ, menma) và hành lá (葱 negi). Gần như mọi vùng ở Nhật Bản đều có biến thể ramen riêng. Các cửa hàng ramen (ラ ー メ ン 屋, ramen-ya) là những nhà hàng chuyên phục vụ các món ramen.

## Các món mì ramen

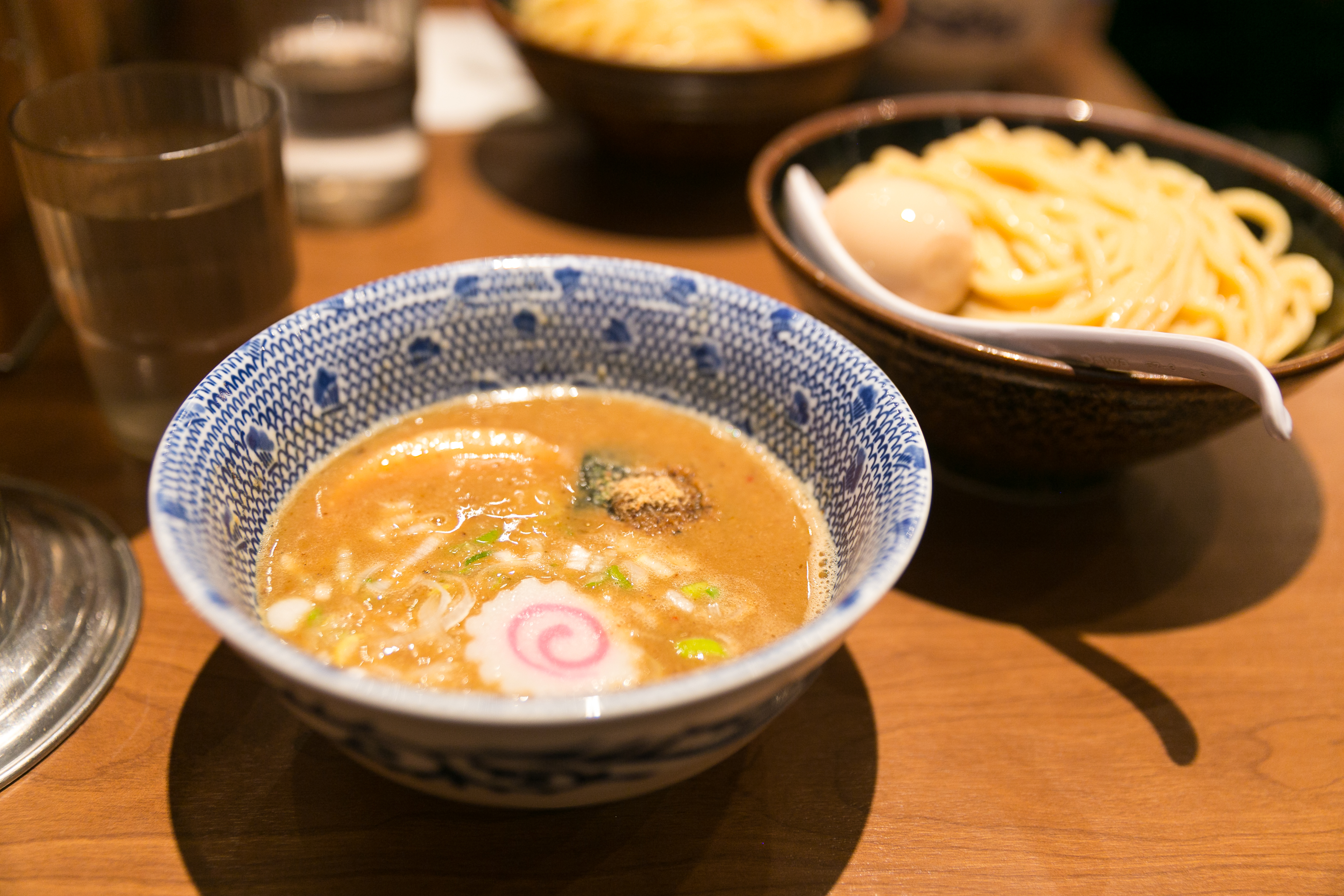
Tsukemen tại một nhà hàng ở Tokyo, Nhật Bản

- Champon - một món ramen là một món địa phương của vùng Nagasaki, Nhật Bản,[1] các phiên bản khác nhau tồn tại ở Nhật Bản, Hàn Quốc và Trung Quốc. Champon được làm bằng cách chiên thịt lợn, hải sản và rau với mỡ lợn; sau đó thêm nước dùng nấu từ gà và xương lợn. Mì ramen được làm đặc biệt cho champon được thêm vào và sau đó đun sôi. Không giống như các món ramen khác, chỉ cần một chảo để nấu trong khi mì được luộc trong nước dùng.
- Hakata ramen - có nguồn gốc đầu tiên từ vùng Hakata , nó có nước dùng tonkotsu xương heo, màu trắng đục, và sợi mì khá mỏng, không cong và dai
- Hokkaido ramen - nhiều thành phố ở Hokkaido có các phiên bản ramen riêng, và Sapporo ramen nổi tiếng khắp Nhật Bản.
- Hiyashi chūka - một món ăn Nhật Bản bao gồm mì ramen ướp lạnh với nhiều lớp phủ khác nhau được phục vụ vào mùa hè
- Kagoshima ramen - một món ramen được cung cấp ở tỉnh Kagoshima ở miền nam Nhật Bản, nó chủ yếu dựa trên tonkotsu (nước hầm xương heo). Nó có một chút mây, và nước kho gà, rau, cá mòi khô, tảo bẹ và nấm khô được thêm vào.
- Ramen cà ri Muroran - một món mì ramen có hương vị cà ri được cung cấp tại nhiều nhà hàng ramen ở các thành phố Muroran,[2] Noboribetsu, Date và Tōyako ở Hokkaido, Nhật Bản.
- Sanratanmen - một món súp chua cay Nhật Bản được chế biến từ mì ramen
- Tonkotsu ramen - một món ramen có nguồn gốc từ đảo Kyushu của Nhật Bản, nước dùng của nó được làm từ xương lợn.[3][4][5]
- Tsukemen - một món ramen trong ẩm thực Nhật Bản bao gồm những sợi mì được ăn sau khi được nhúng vào một bát súp hoặc nước dùng riêng.[6]

Các món mì ramen
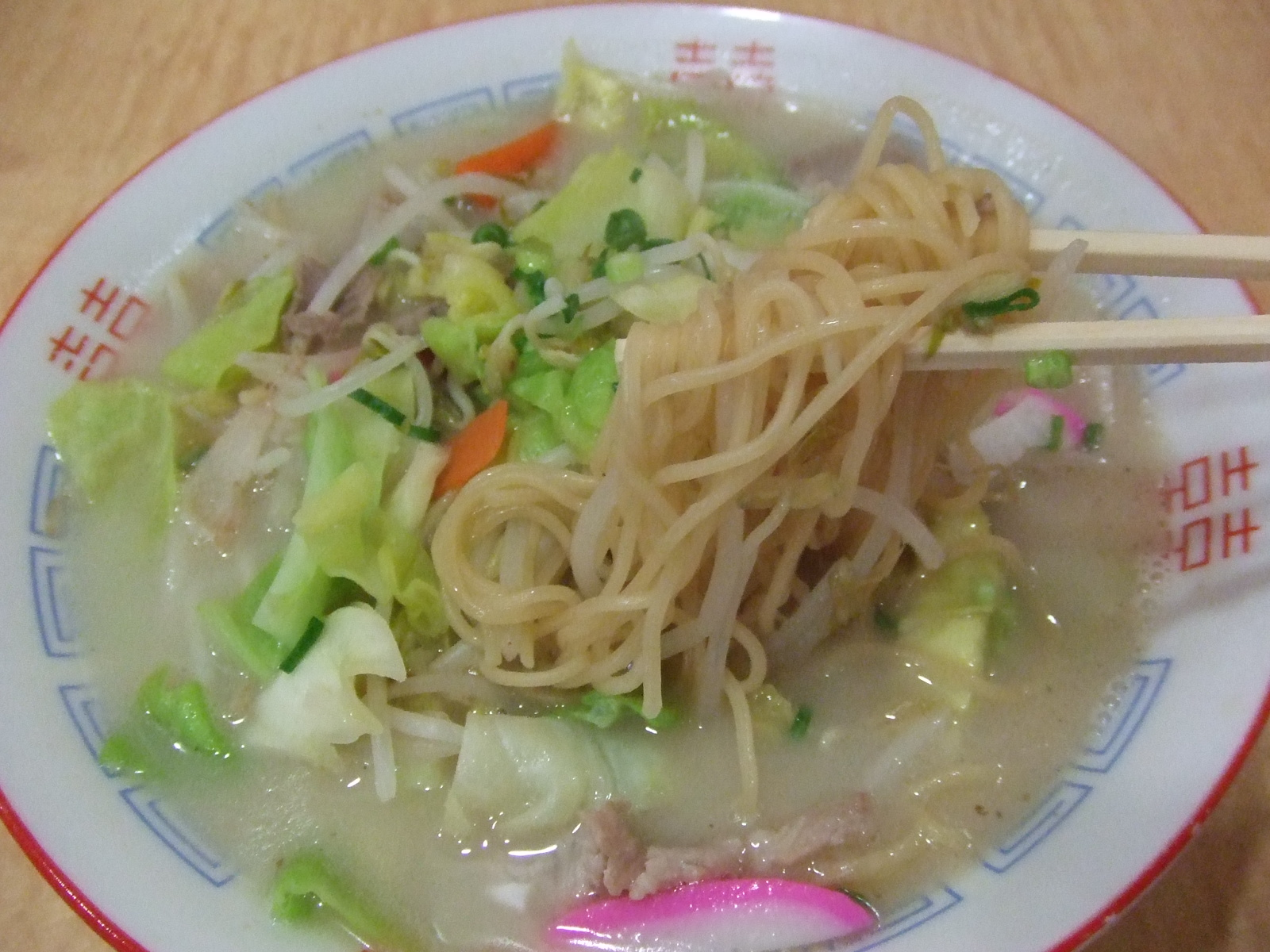
Champon
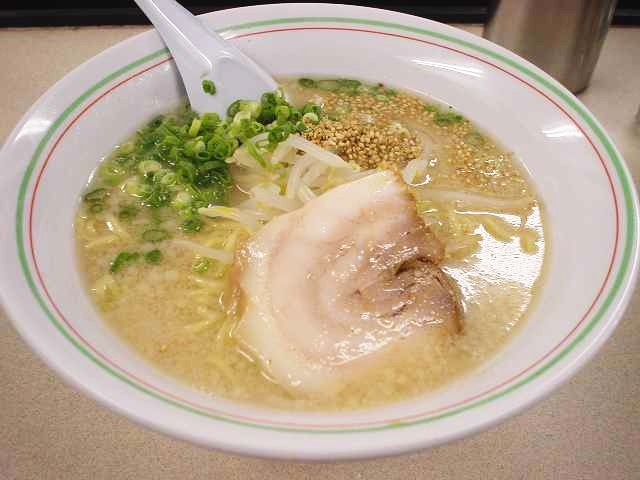
Hakata ramen
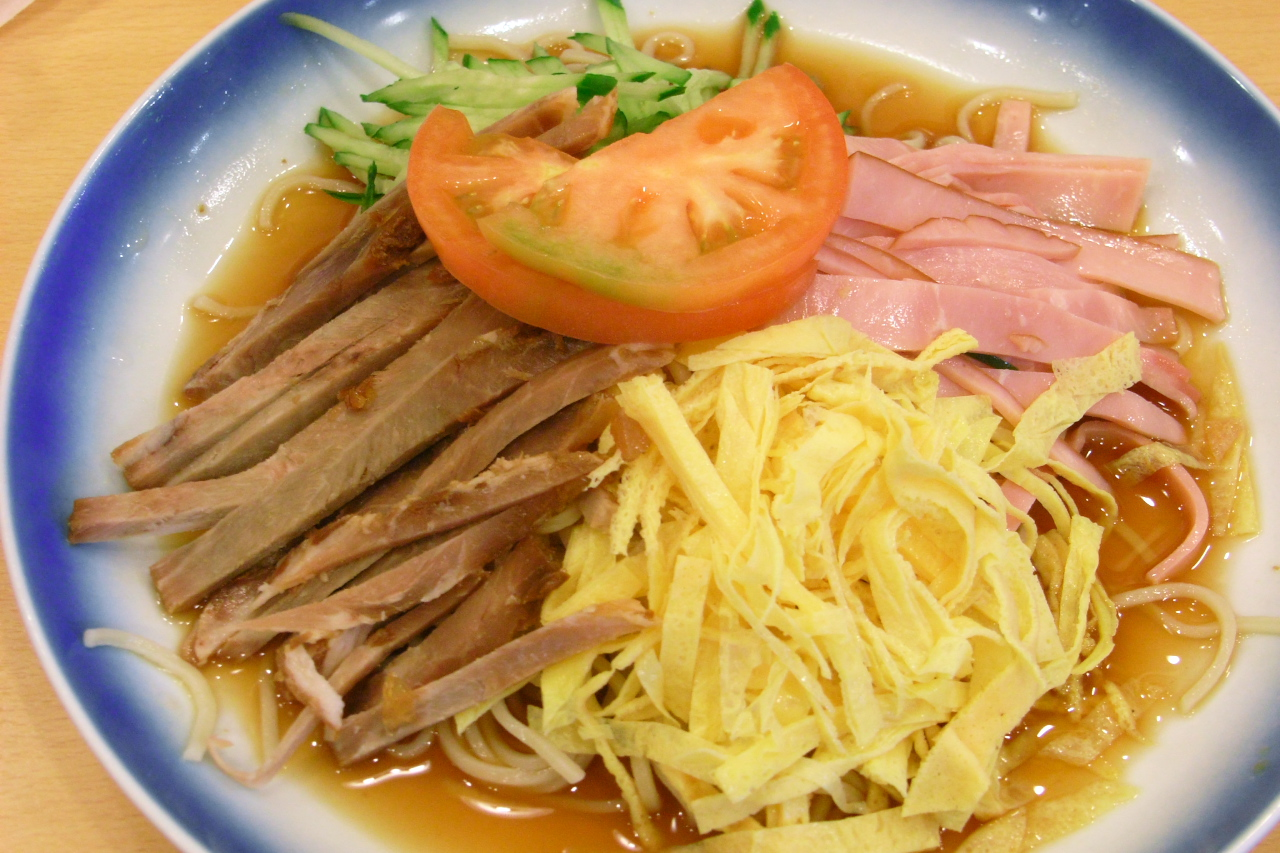
Hiyashi chūka
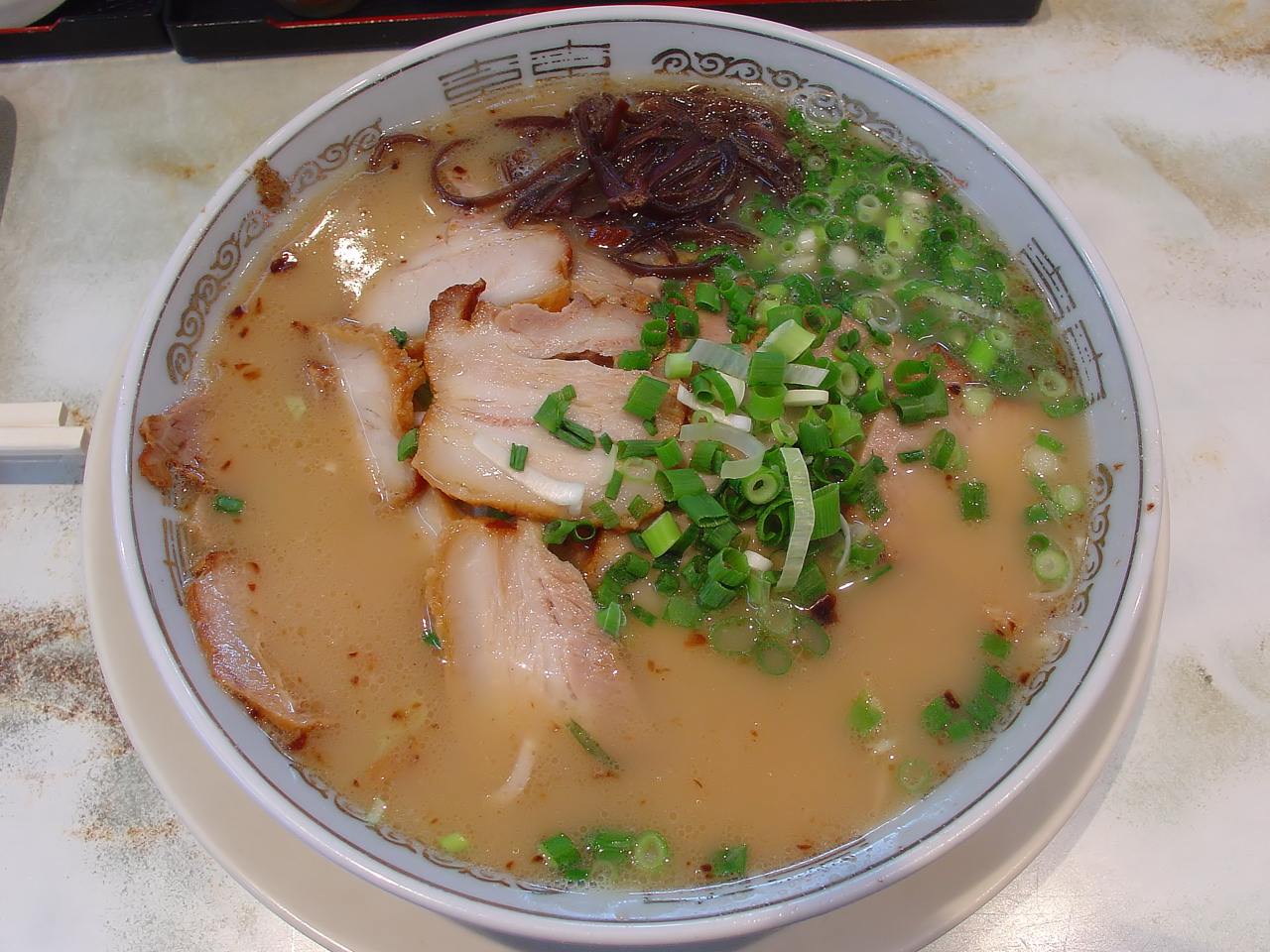
Kagoshima ramen
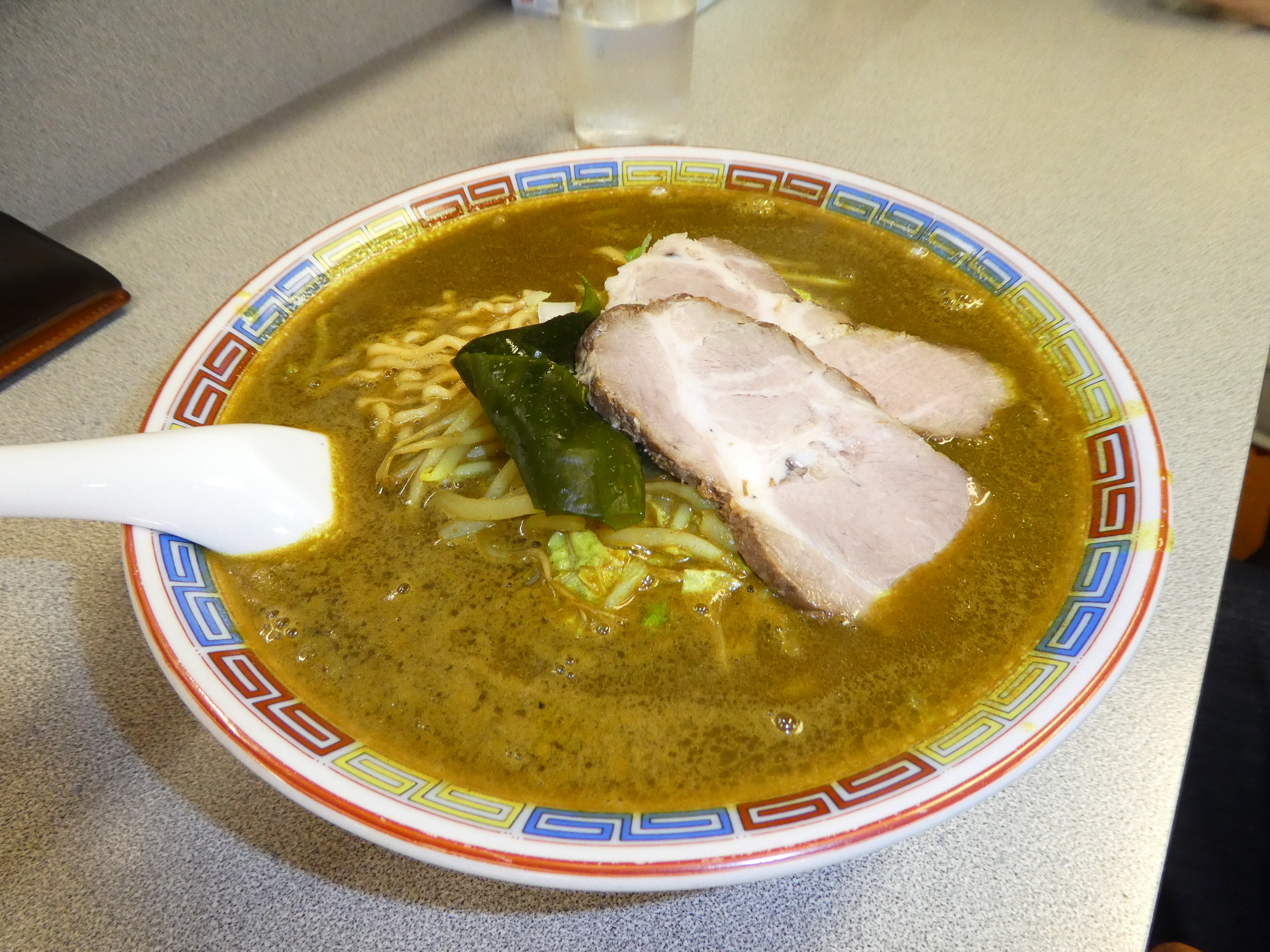
Muroran cà ri ramen
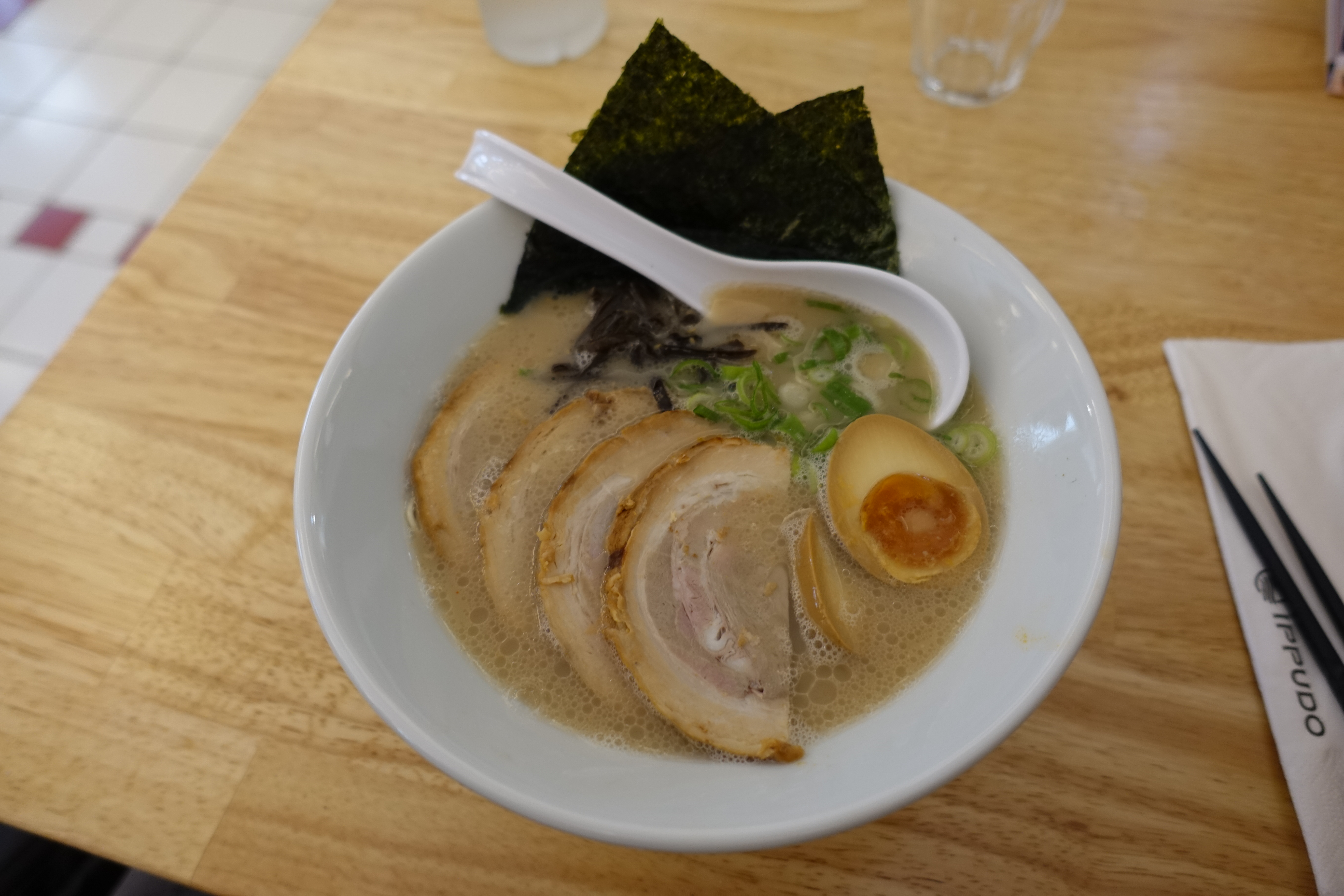
Tonkotsu ramen

## Liên kết ngoại
- Tư liệu liên quan tới Ramen tại Wikimedia Commons